# Рейнольд Озолайн
Рейнольд «Рейн» Озолайн (англ. Reinold «Rein» Ozoline; нар. 18 травня 1967, Йоганнесбург, ПАР) — австралійський борець вільного та греко-римського стилів, чемпіон Океанії з греко-римська боротьби, чотириразовий чемпіон та срібний призер чемпіонатів Океанії, чемпіон Тихоокеанських ігор, чемпіон та бронзовий призер чемпіонатів Співдружності, срібний та бронзовий призер Ігор Співдружності, учасник двох Олімпійських ігор у змаганнях з вільної боротьби.

## Життєпис
Боротьбою почав займатися з 1980 року.
Виступав за спортивний клуб «Footscray VUT» Мельбурн. Тренер — Сем Паркер (з 1993).

## Спортивні результати на міжнародних змаганнях

### Виступи на Олімпіадах
| Змагання                    | Збірна    | Вагова категорія          | Місце |
| --------------------------- | --------- | ------------------------- | ----- |
| Літні Олімпійські ігри 1996 | Австралія | вільна боротьба, до 74 кг | 17    |
| Літні Олімпійські ігри 2000 | Австралія | вільна боротьба, до 76 кг | 17    |

### Виступи на Чемпіонатах світу
| Змагання                        | Збірна    | Вагова категорія          | Місце |
| ------------------------------- | --------- | ------------------------- | ----- |
| Чемпіонат світу з боротьби 1994 | Австралія | вільна боротьба, до 74 кг | 11    |
| Чемпіонат світу з боротьби 1995 | Австралія | вільна боротьба, до 74 кг | 6     |
| Чемпіонат світу з боротьби 1997 | Австралія | вільна боротьба, до 76 кг | 26    |
| Чемпіонат світу з боротьби 1998 | Австралія | вільна боротьба, до 76 кг | 11    |
| Чемпіонат світу з боротьби 1999 | Австралія | вільна боротьба, до 76 кг | 27    |
| Чемпіонат світу з боротьби 2003 | Австралія | вільна боротьба, до 84 кг | 14    |

### Виступи на Чемпіонатах Океанії
| Змагання                          | Збірна    | Вагова категорія                 | Місце  |
| --------------------------------- | --------- | -------------------------------- | ------ |
| Чемпіонат Океанії з боротьби 1992 | Австралія | вільна боротьба, до 68 кг        | Срібло |
| Чемпіонат Океанії з боротьби 1995 | Австралія | вільна боротьба, до 74 кг        | Золото |
| Чемпіонат Океанії з боротьби 1996 | Австралія | вільна боротьба, до 74 кг        | Золото |
| Чемпіонат Океанії з боротьби 1997 | Австралія | греко-римська боротьба, до 76 кг | Золото |
| Чемпіонат Океанії з боротьби 2000 | Австралія | вільна боротьба, до 76 кг        | Золото |
| Чемпіонат Океанії з боротьби 2002 | Австралія | вільна боротьба, до 74 кг        | Золото |

### Виступи на Чемпіонатах Співдружності
| Змагання                                | Збірна    | Вагова категорія          | Місце  |
| --------------------------------------- | --------- | ------------------------- | ------ |
| Чемпіонат Співдружності з боротьби 1993 | Австралія | вільна боротьба, до 74 кг | Бронза |
| Чемпіонат Співдружності з боротьби 1995 | Австралія | вільна боротьба, до 74 кг | Золото |

### Виступи на Іграх Співдружності
| Змагання                | Збірна    | Вагова категорія          | Місце  |
| ----------------------- | --------- | ------------------------- | ------ |
| Ігри Співдружності 1994 | Австралія | вільна боротьба, до 74 кг | Срібло |
| Ігри Співдружності 2002 | Австралія | вільна боротьба, до 74 кг | Бронза |

### Виступи на Тихоокеанських іграх
| Змагання                | Збірна    | Вагова категорія          | Місце  |
| ----------------------- | --------- | ------------------------- | ------ |
| Тихоокеанські ігри 1995 | Австралія | вільна боротьба, до 74 кг | Золото |